# Bolleville (Manica)
Bolleville è un comune francese di 391 abitanti situato nel dipartimento della Manica nella regione della Normandia.

## Società

### Evoluzione demografica
Abitanti censiti